# Paróquia (divisão administrativa)
Paróquia é uma divisão administrativa usada por diversos países. Na Irlanda, Inglaterra e no estado da Louisiana, Estados Unidos, pode ser chamada também de paróquia civil para distingui-la da paróquia religiosa.
Na Austrália, os estados de Nova Gales do Sul, Queensland, Victoria e Tasmânia, como na Irlanda, ainda existem paróquias civis, mas apenas como obsoletas (e obscuras) referências geográficas, utilizada quase exclusivamente em documentos legais relacionados com títulos de terras, consulte divisões cadastrais da Austrália.
Paróquias sobrevivem como unidades administrativas válidas em vários outros países da Comunidade das Nações como Granada (veja Paróquias de Granada).
Na Noruega, o Governo Local Ato 1837 dividiu o país em municípios e paróquias civis. As paróquias civis tinham um número muito reduzido de funções, no século XX (principalmente a manutenção da igreja), e foram abolidas em 1950. As paróquias são ainda subdivisões da Igreja da Noruega.
Em Portugal, existem 3091 paróquias civis (oficialmente conhecidas como freguesias). Estas resultaram da transformação, a começar pela reforma administrativa de 1836, de religiosos nas unidades civis. Paróquias civis têm funcionários eleitos, e entre as suas funções são estradas locais, creches, reforma de casas, parques e cemitérios.[carece de fontes?] Embora coincidam na esmagadora maioria dos casos, paróquias religiosas podem, ou não, coincidir com paróquias civis, geograficamente. Antes de 2013, Portugal tinha 4260 freguesias, tendo este número sido reduzido para 3091, no decurso da reorganização administrativa de 2013. Esta reorganização, essencialmente baseada num processo de união de freguesias contíguas pouco populosas (e, por isso, com orçamentos reduzidos), teve em vista uma redução de custos estatais (resultante da redução de cargos públicos) e a criação de freguesias mais capazes financeiramente e, portanto, mais dinâmicas e mais eficientes.

## Países com paróquias como entidade subnacionais
| País ou território            | Nome do local      | Notas |
| ----------------------------- | ------------------ | --- |
| Andorra                       | Parròquia          | |
| Antígua e Barbuda             | Paróquia           | |
| Austrália                     | Paróquia           | [ 1 ] |
| Barbados                      | Paróquia           | |
| Bermudas                      | Paróquia           | |
| Canadá: New Brunswick         | Paróquia           | |
| Canadá: Quebeque              | Paróquia municipal | |
| Cabo Verde                    | Freguesia          | |
| Croácia                       | Županija           | |
| Dominica                      | Paróquia           | |
| Equador                       | Parroquia          | |
| Estónia                       | Vald               | |
| Granada                       | Paróquia           | |
| Guernsey                      | Paróquia           | |
| Irlanda                       | Paróquia Civil     | |
| Jamaica                       | Paróquia           | |
| Jersey                        | Paróquia           | |
| Letónia                       | Pagasts            | |
| Louisiana                     | Paróquia           | |
| Macau                         | Freguesia / 堂區   | |
| Monserrate                    | Paróquia           | |
| Portugal                      | Freguesia          | |
| Romênia                       | sat                | |
| São Cristóvão e Neves         | Paróquia           | |
| São Vicente e Granadinas      | Paróquia           | |
| Espanha                       | Parroquia          | |
| Suécia                        | Paróquia           | |
| Reino Unido: Inglaterra       | Paróquia civil     | O termo "condado" é usado em 48 Estados dos EUA, enquanto Louisiana e Alasca têm subdivisões funcionalmente equivalentes chamadas paróquias e distritos respectivamente.  |
| Reino Unido: Irlanda do Norte | Paróquia civil     | |
| Reino Unido: Escócia          | Paróquia civil     | |
| Reino Unido: País de Gales    | Comunidade         | |
| Estados Unidos: Luisiana      | Paróquia           | O termo "condado" é usado nos 48 Estados dos EUA, enquanto Louisiana e Alasca têm subdivisões funcionalmente equivalentes chamadas paróquias e distritos respectivamente. |
| Carolina do Sul (antigamente) | Paróquia           | Até o final do século XIX, o South Carolina Lowcountry foi dividido em paróquias, mas hoje tudo da Carolina do Sul é dividida em condados.                                |
| Venezuela                     | Paróquia           | |

- Andorra (parròquies)
  - ver Paróquias de Andorra
- Antígua e Barbuda, Caribe;

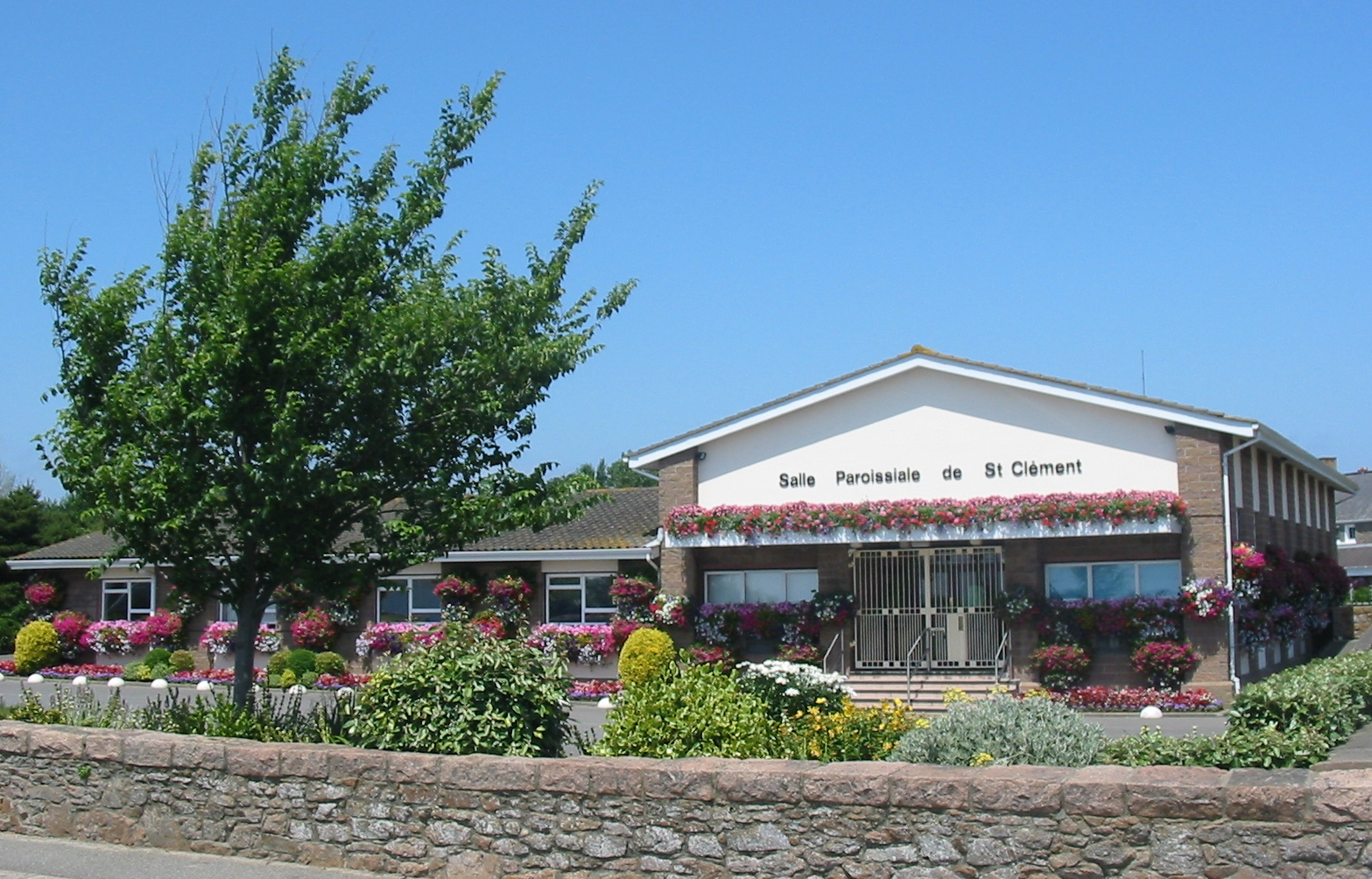
O Parish Hall de S. Clemente, sede da administração municipal de Jersey

  - ver Paróquias e dependências de Antígua e Barbuda
- Austrália
  - ver Divisões cadastrais da Austrália Existem mais de 15.000 paróquias no total em Queensland, New South Wales, Victoria e Tasmânia; mas apenas como subdivisões geográficas utilizado quase exclusivamente em documentos legais relativos a operações terrestres. Já não têm qualquer ligação com as instituições públicas locais ou limites.
- Barbados, Caribe
  - ver Paróquias de Barbados
- Bermudas (UK)
- Canadá
  - ver Lista de paróquias em Nova Brunswick
  - ver Paróquia municipal (Quebeque)
- Dominica, Caribe
  - ver Paróquias da Dominica
- Equador
- Estônia
  - ver Municípios da Estônia
- Granada, Caribe
  - ver Paróquias de Granada
- Guernsey (Dependências da Coroa do Reino Unido), Ilhas do Canal
- Jamaica, Caribe;
  - ver Paróquias da Jamaica
- Jersey (Dependências da Coroa do Reino Unido), Ilhas do Canal
  - ver Paróquias da Jersey
- Macau (PRC) (freguesias);
  - ver Lista de cidades e freguesias em Macau
- Monserrate (UK), Caribe
  - ver Paróquias de Montserrat
- Portugal (freguesias);
  - ver Lista de freguesias de Portugal
- São Cristóvão e Neves, Caribe
  - ver Paróquias de São Cristóvão e Neves
- São Vicente e Granadinas, Caribe
  - ver Paróquias de São Vicente e Granadinas
- Espanha
  - ver Galícia (parroquias)
  - Astúrias (parroquies ou parroquias)
- Suécia
  - ver Paróquias da Suécia
- Reino Unido;
  - ver Paróquia civil da Inglaterra, Governo local na Inglaterra, Lista de paróquia civil na Inglaterra
  - Wales
- Estados Unidos
  - A paróquia na Luisiana é o equivalente a Condados dos Estados Unidos em outros estados.
- Venezuela
  - Os municípios da Venezuela estão subdivididos em mais de 1000 paróquias civis.